# Hans Reisser
Hans Reisser (ur. 15 czerwca 1909 w Memmingen zm. ?) – niemiecki oficer, od 1928 członek SA.
W 1930 wstąpił do NSDAP i Schutzstaffel. W 1933 roku otrzymał stopień Sturmmann w SS Leibstandarte „Adolf Hitler”, był członkiem osobistej ochrony Adolfa Hitlera. W 1939 roku został awansowany na stopień SS-Untersturmführer, a w 1942 roku na stopień SS-Obersturmführer. W kwietniu 1944 roku rozpoczął służbę w Waffen-SS. 1 maja 1945 podjął próbę ucieczki z bunkra Hitlera i został aresztowany przez wojska radzieckie. W 1955 roku został zwolniony do RFN.